# Басго
Басго или Базго (англ. Basgo) — исторический город в Ладакхе, Индия. Расположен на берегу реки Инд на высоте 3292 метра над уровнем моря. В прошлом был важным культурным и политическим центром. Часто упоминается в Ладакхских хрониках. Известен своими историческими руинами и буддийским монастырём Басго-Гомпа.